# XP6Y (航空機)
コンベア XP6Y
XP6Yの模型
- 用途：対潜哨戒機
- 分類：飛行艇
- 製造者：コンベア
- 運用状況：計画のみ

コンベア XP6Y（Convair P6Y）は、1950年代にコンベア社で設計された未完の飛行艇である。本機の開発はアメリカ海軍の対潜戦用航空機の要求に応じて始められた。

## 歴史
XP6Yの設計は3基のターボプロップエンジンを持ち、胴体上のパイロンに装着された中央エンジンは、低速飛行を実現するための境界層制御を行うためのものであった。この機能は、低速飛行により荒れた水面の外海への着水とディッピングソナーの設置を可能とするためであった。設計上のその他の外観上の特徴は、背面安定板と方向舵を兼ね備えた後退角を持つ全長の約半分の長さに及ぶ巨大な垂直尾翼と筒状の機首レドームであった。
海軍呼称XP6Y-1が与えられ、BuNos.（海軍シリアルナンバー）147206と147207の2機の試作機が発注された。設計はマーチン P7M サブマスターとの競作という形になったが、海軍側はP6Yの方に好感を抱いていた。予算削減の影響で両機種共に実機が製作されることはなく（P7Mはモックアップのみ製作された）、米海軍は2機の試作機XP6Y-1の契約をキャンセルし、その代わりに後に陸上基地から運用するロッキード P-3 オライオンを選択した。

## 要目
（計画値）
- 全長：37 m (121 ft)
- 全幅：38.86 m (127 ft 6 in)
- 全高：12 m (39 ft)
- 翼面積：230 m2 (2,500 sq ft)
- 空虚重量：27,573 kg (60,789 lb)
- 全備重量：42,801 kg (94,360 lb)
- エンジン：
  - 3 × ライト R-3350 星型エンジン、3,700 hp (2,800 kW)
  - 2 × ゼネラル・エレクトリック YJ85-GE-1 ターボジェットエンジン、2,100 lbf (9.3 kN) 中央ナセル後部
- 最大速度：650 km/h (350 kt、400 mph)
- 航続距離：2,222 km (1,200 nmi、1,381 mi)
- 巡航高度：7,711 m (25,300 ft)
- 武装：ミサイル、爆弾、爆雷（外部ハードポイント）